# 41986 Fort Bend
41986 Fort Bend este un asteroid din centura principală de asteroizi.

## Descriere
41986 Fort Bend este un asteroid din centura principală de asteroizi. A fost descoperit pe 29 decembrie 2000 la Needville de Observatorul din Needville. Asteroidul prezintă o orbită caracterizată de o semiaxă mare de 2,72 ua, o excentricitate de 0,14 și o înclinație de 4,2° în raport cu ecliptica.